# Alicja Rapsiewicz
Alicja Rapsiewicz (ur. 1979 w Toruniu) – polska aktorka teatralna, lalkarz, absolwentka Wydziału Sztuki Lalkarskiej w Białymstoku warszawskiej Akademii Teatralnej, podróżniczka.
Alicja Rapsiewicz w latach 2001 – 2003 pracowała w Teatrze Lalek Banialuka, od 2003 do 2005 – w teatrze Wierszalin. W latach 2008 – 2009 grała w Teatrze Profilaktycznym im. Marka Kotańskiego w Krakowie. W lipcu 2009 roku wyruszyła wraz z Andrzejem Budnikiem w podróż dookoła świata, która zakończyła się w 2013 r.

## Wybrane role
- Święty Edyp (2004), reż. Piotr Tomaszuk, Teatr Wierszalin, Supraśl
- Cyrk Dekameron (2003), reż. Piotr Tomaszuk, Teatr Baj Pomorski w Toruniu – jako Fionetta (gościnnie)
- Pchła Szachrajka (2003), Jan Brzechwa, reż. Piotr Tomaszuk, Teatr Lalek Banialuka, Bielsko-Biała
- Ach, jak cudowna jest Panama (2002), Janosch, reż. Piotr Cieplak, Teatr Lalek Banialuka, Bielsko-Biała – jako Krowa, Jeż
- Cyrk Dekameron (2002), reż. Piotr Tomaszuk, Teatr Lalek Banialuka, Bielsko-Biała – jako Fionetta
- Ofiara Wilgefortis (2001), reż. Piotr Tomaszuk, Teatr Lalek Banialuka, Bielsko-Biała – jako Wilgefortis
- Jabłoneczka (2001), reż. Piotr Tomaszuk, Teatr Lalek Banialuka, Bielsko-Biała
- Mr Scrooge (2001), reż. Marian Pecko, Teatr Lalek Banialuka, Bielsko-Biała – jako Anioł w gorsecie